# جاك هادلي
جاك هادلي (بالإنجليزية: Jack Hadley)‏ هو أمين متحف أمريكي، ولد في 1936.